# Kazimierz Deyna
Kazimierz Deyna (n. 23 octombrie 1947, Starogard Gdański, voievodatul Pomerania, Polonia – d. 1 septembrie 1989, San Diego, California, SUA) a fost un fotbalist polonez.